# Eugnosta umtamvuna
Eugnosta umtamvuna es una especie de polilla de la tribu Cochylini, familia Tortricidae. Fue descrita científicamente por Razowski en 2015.
Su envergadura es de 10 mm. Las alas anteriores son de color blanco cremoso algo mezclado con amarillo en el tercio distal. Hay marcas marrones con tonos de herrumbre; la costa es más marrón en el tercio basal. La mancha subdorsal y el resto costal de la fascia media están presentes y hay marcas pálidas en el tornus. Las alas posteriores son blanco grisáceas.

## Distribución
Se encuentra en Sudáfrica.

## Etimología
El nombre específico se refiere a la Reserva Natural de Umtamvuna.